# Грицюк, Виктор Петрович

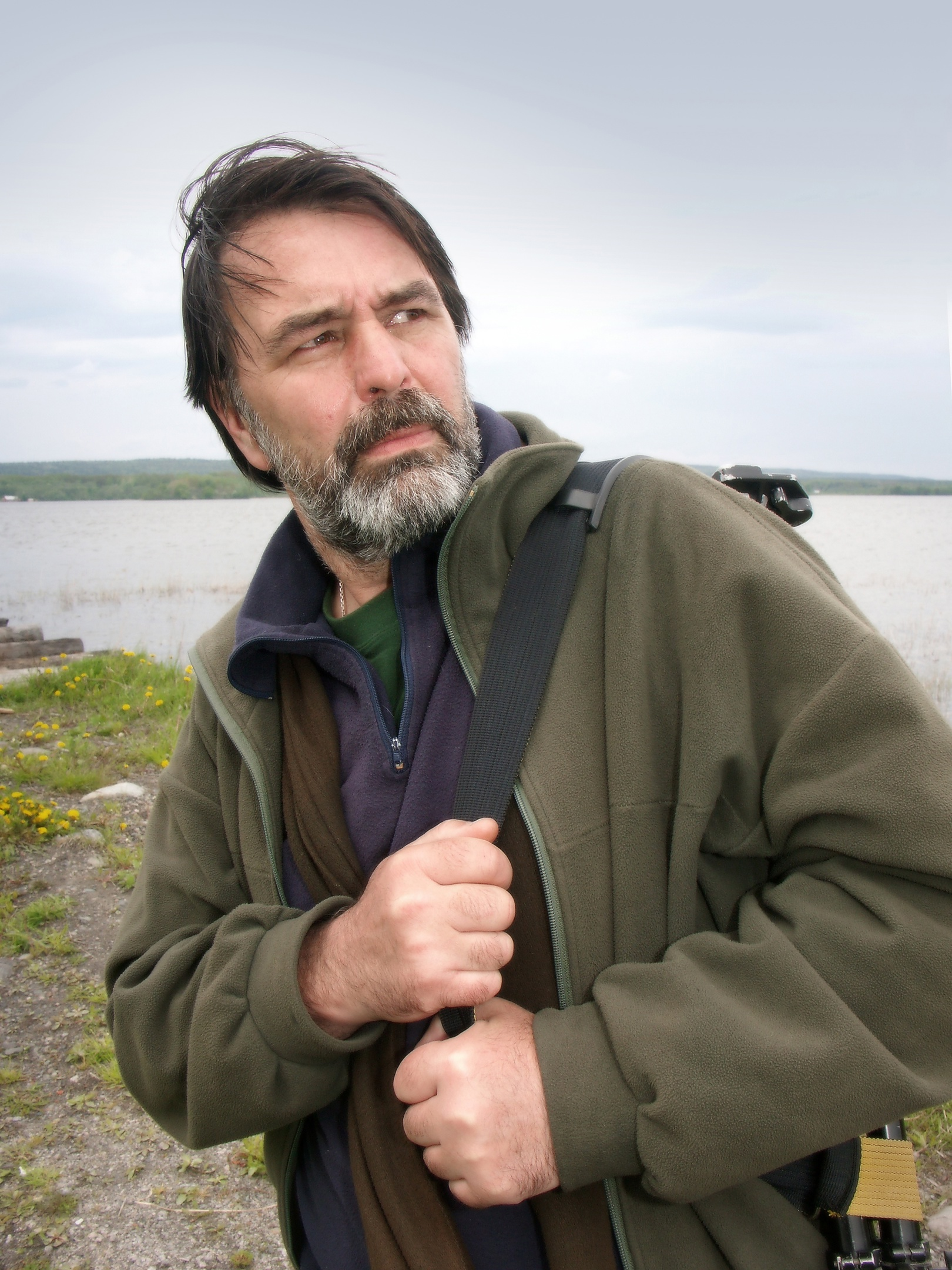
Виктор Петрович Грицюк (1949–2009). Фотохудожник, журналист, публицист. Заведовал фотослужбой российского исторического журнала «Родина». Много раз приезжал на съёмки в Карелию. Снимок сделан Скрипкиным Михаилом Сергеевичем 6 июня 2004 года в д. Васильево на о. Кижи.

Ви́ктор Петро́вич Грицю́к (1949—2009) — советский и российский фотограф-пейзажист, журналист, публицист.

## Биография
Родился 26 августа 1949 года в Одессе.
Отслужив в армии, переехал в Москву в 1971 году. Сначала работал художником во дворце пионеров.
С 1971 года работал в издательстве «Планета» художественным редактором, где начал фотокарьеру. С 1975 года стал свободным фотографом. В 1978 году окончил факультет фотожурналистики московского Института журналистского Мастерства.
В 1980 году стал членом Московского городского комитета художников-графиков, в 1987 году — членом Союза журналистов России, а в 1991 году членом Союза фотохудожников России.
С 1991 года до своей смерти заведовал фотослужбой в российском историческом журнале Правительства РФ и Администрации Президента РФ «Родина».
С 1996 года член Ассоциации рекламных фотографов России.
В 2006 году у Грицюка было диагностировано онкологическое заболевание. В 2007 году он прошёл курс химиотерапии, и готовился к операции. 23 мая 2009 года в больнице № 68 теперь (ГБУЗ «ГКБ имени В. П. Демихова») Грицюк скончался после почти трехлетних страданий от раковой опухоли. 27 мая был погребен на Жеребятьевском кладбище (деревня Жеребятьево, Домодедовский район, Московская область).

## Публикации
Грицюк публиковался во многих журналах, среди которых:
- «Перспективы»
- «Куба»
- «Латинская Америка»
- «Спутник»
- «Советское фото»
- «Чешское фото»
- «Советская женщина»
- «Собеседник»
- «Огонёк»
- «Родина»
- «La URSS»
- «Life»
- «Newsweek»
- «Time»
- «New York Times Magazine»
- «Taller»
- «Daily Telegraph Magazine»
- «U.S. News and World Report»
- «Figaro Magazine»
- «Belle Europe»
- «Business Week»
- «Adweek-Magazine»
- «Point de Vie»
- «Guardian»
- «Observer»
- «Вокруг света»
- «Работница»
- «Russian»
- «Geo»

## Изданные фотоальбомы
Авторские фотоальбомы:
- «Кижи» (Karpovan Sizarekset, Petrozavodsk, 1994)
- «White Nights Voyage» (Flint River Press, London, 1996).

Фотографии в альбомах и книгах:
- «Russia»
- «Kazakhstan»
- «Chemobyl»
- «Moscow»
- «Images of Russia» (Flint River, UK 1995—1997)
- «Les matins du Monde»(Les Syrtes Images, Paris, 2001)
- «Русский альбом» (Москва 2002)
- «Ярославль» (Москва, 2010)

## Персональные фотовыставки
- «Портрет и пейзаж», Москва. 1979.
- «Молодёжь КМА», Москва, Старый Оскол. 1982.
- «Национальный балет Кубы» Москва, Гавана, Орёл, Петрозаводск, Вильнюс. 1983.
- «Поэты, писатели и художники Латинской Америки»,Москва. 1983.
- «Карелия в сердце», Москва, Петрозаводск. 1984.
- «Этюды о Тургеневе», Спасское-Лутовиново, Орёл, Москва, Париж. 1985.
- «Фрагменты −1», Москва. 1986.
- «Остров Кижи», Петрозаводск, Аляска, США. 1989.
- «Святой остров Валаам», Москва. 1990.
- «Фрагменты — 2» Петрозаводск. 1991.
- «Моя Россия», Спасское-Лутовиново. 1992.
- «Образы России», Дулут, США. 1992.
- «Камешек, скользящий по воде», Москва, 2007.